# 中國重型汽車集團
中國重型汽車集團有限公司（英文簡稱CNHTC），簡稱中國重汽集團或重汽集團，總部在中国濟南市，目前是中國第三大的重型汽車製造商。集團擁有兩家上市公司，包括深圳证券交易所上市的中国重汽集团济南卡车股份有限公司(深交所：000951)和香港交易所上市的紅籌股中國重汽 (香港)。

## 历史

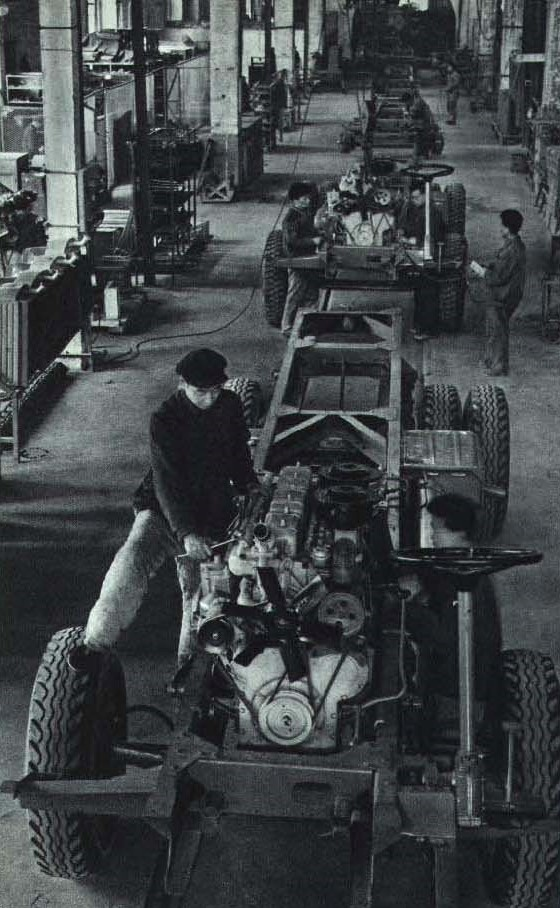
1965年的济南汽车制造厂

集團前身是在1935年由韩复榘开办的汽车修理厂，1945年改为国民党联勤总部兵工署405汽车修理厂，1948年又改为华东汽车制配总厂装配厂，此后先后更名为济南汽车装配厂、济南汽车修配厂、济南汽车配件制造厂、济南汽车配件厂，1958年改名济南汽车制造厂。1960年，集團参照斯柯达706RT製造了中國第一代重型汽車——黃河牌JN150型8噸重型汽車。1980年7月，济南汽车制造厂改为濟南汽車製造總廠，1983年牵头成立中国重型汽车联营公司，次年从奥地利斯太尔-戴姆勒-普赫引进斯太尔91系列整车技术，1989年改组为中国重型汽车集团公司。
2001年，原中国重型汽车集团一分为三，济南本部保留“中国重汽”名称，划归山东省管理。集團經過改革重組，成功扭轉經營虧損，並保持往後的盈利增長。2007年11月28日，中国重型汽车集团有限公司以红筹形式在香港主板上市，上市公司名为中国重汽（香港）有限公司。
2009年，MAN集團（MAN SE）收购其下属公司中国重汽（香港）有限公司（Sinotruk）部分股份，并将授权中国重汽使用其部分先进技术。
据中国重汽（香港）有限公司2012年年报，其专营研发及制造重型卡车、中重型卡车、轻型卡车以及客车及相关主要总成及零部件。重型卡车是其主要产品。其产品服务于基础设施、建筑、集装箱运输、物流、矿山、钢铁及化工等行业。
2018年9月1日，在中国重汽大厦举行的中国重汽干部会议上，山东省济南市委书记王忠林带着两位副市长参会。王忠林做了20分钟讲话，宣布山东重工集团党委书记谭旭光担任中国重汽集团董事长兼党委书记。

## 产品

### 现有型号
- SITRAK(與猛獅集團合作)
- 豪沃
- 斯太尔
- 黄河C5B
- 金王子
- 豪瀚
- HOKA

### 过往型号

#### 货车整车
- JN150
- JN151
- JN162

#### 客车底盘
基于JN150
- JN650
- JN651[8]

基于JN162
- JN6111
- JN6121
- JN6171

此外，中国重汽亦制造客车、特种车辆等。

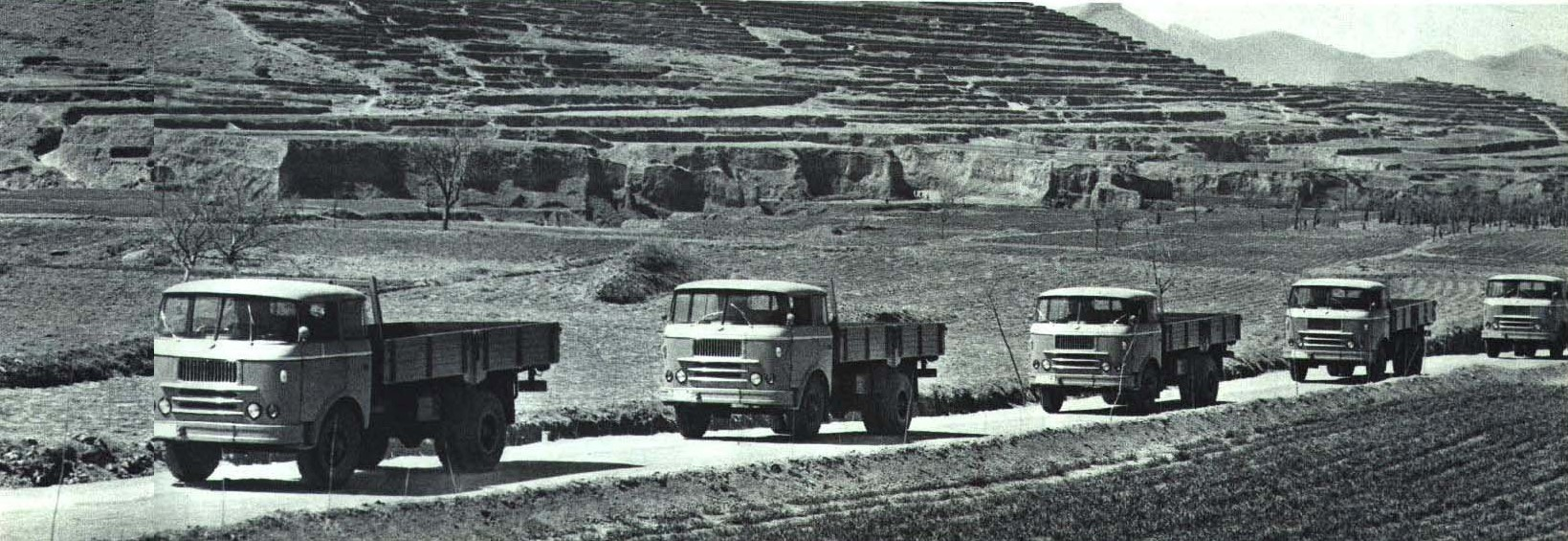
1965年黃河牌JN150重卡
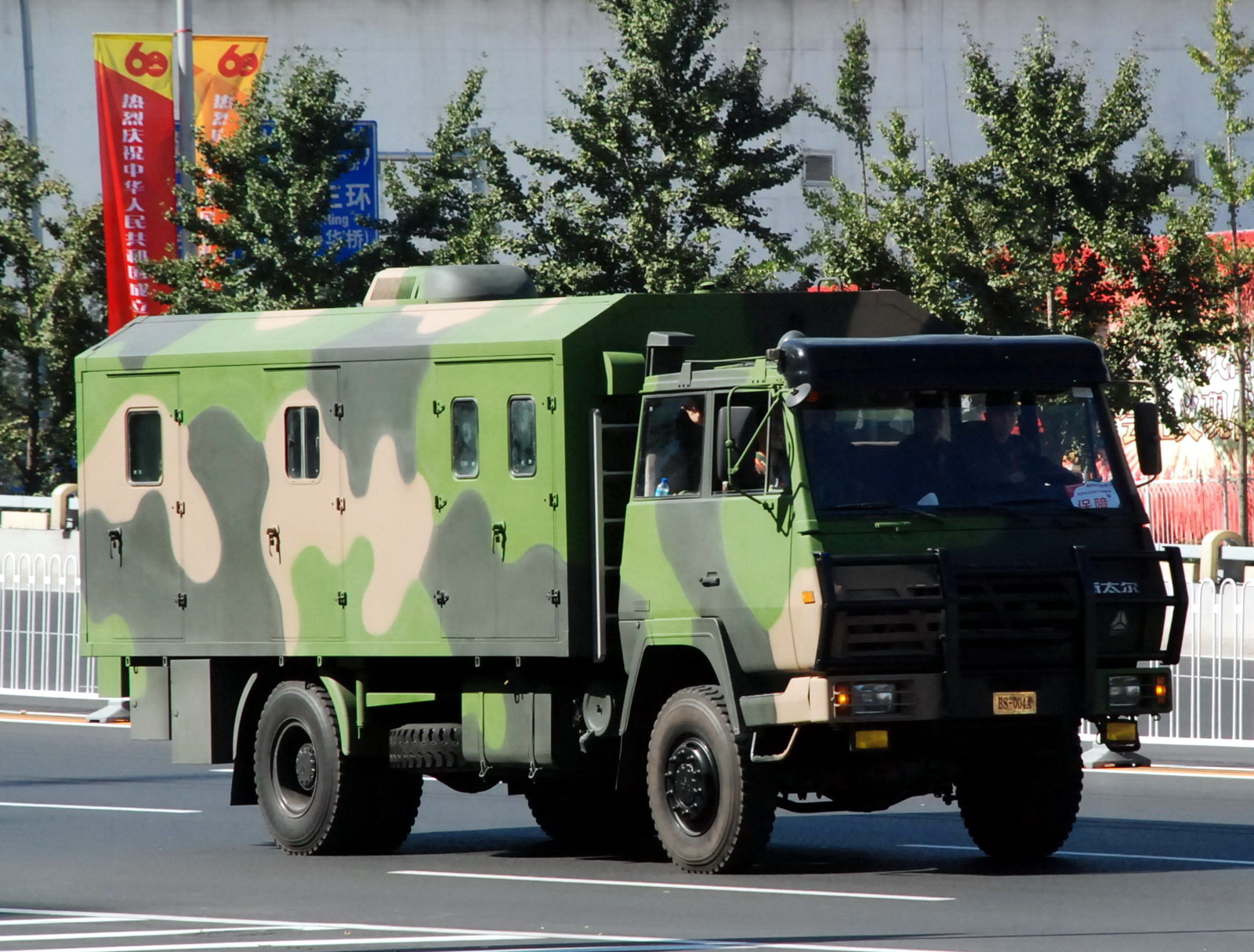
中国重汽斯太尔91货车
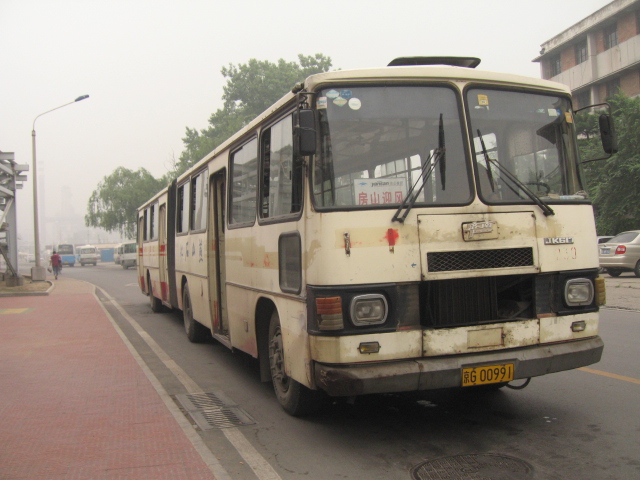
济南客车厂采用黄河汽车底盘生产的黄河牌JK6170G型铰接客车
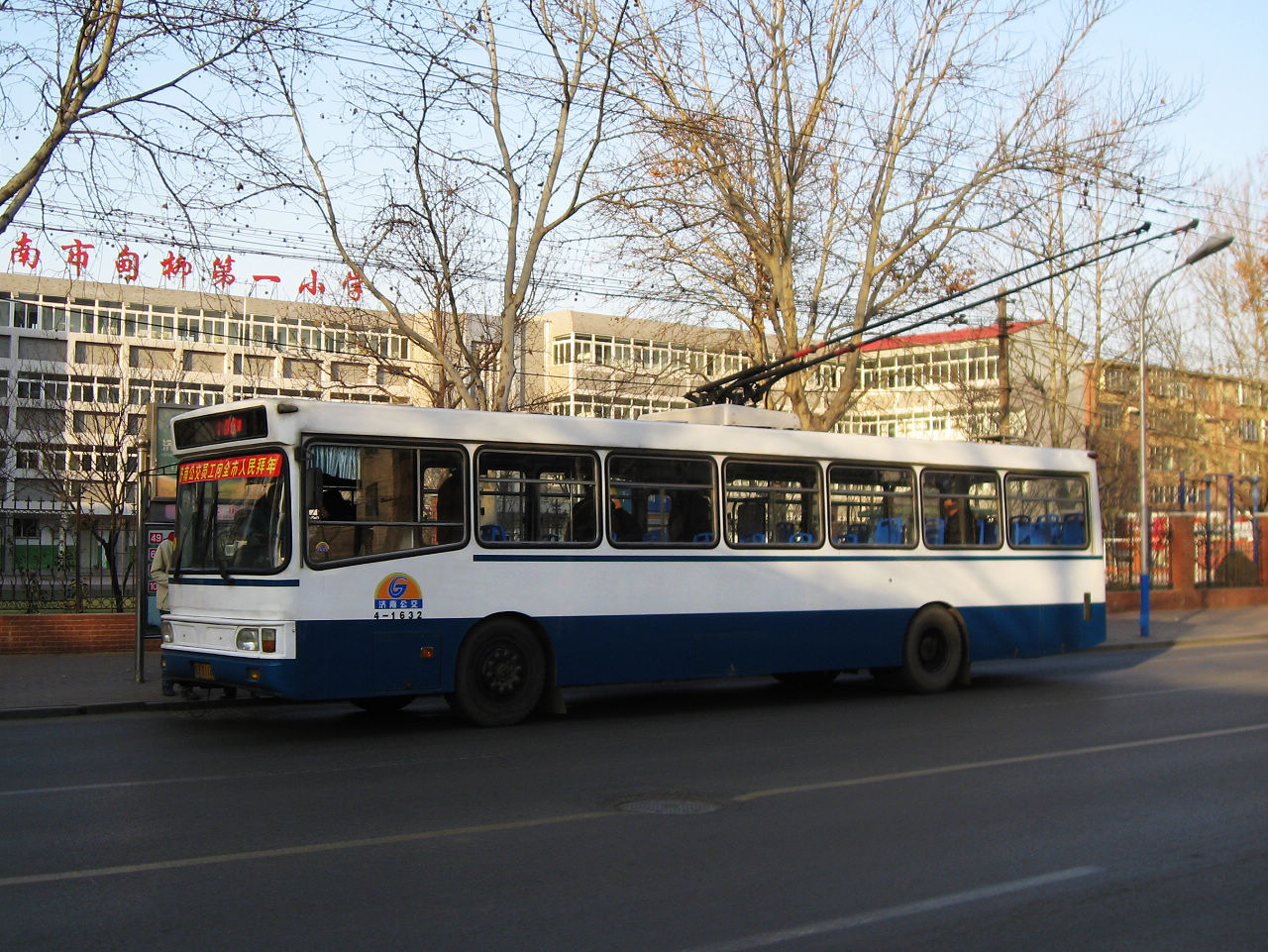
用于济南无轨电车的济客JK6120D型
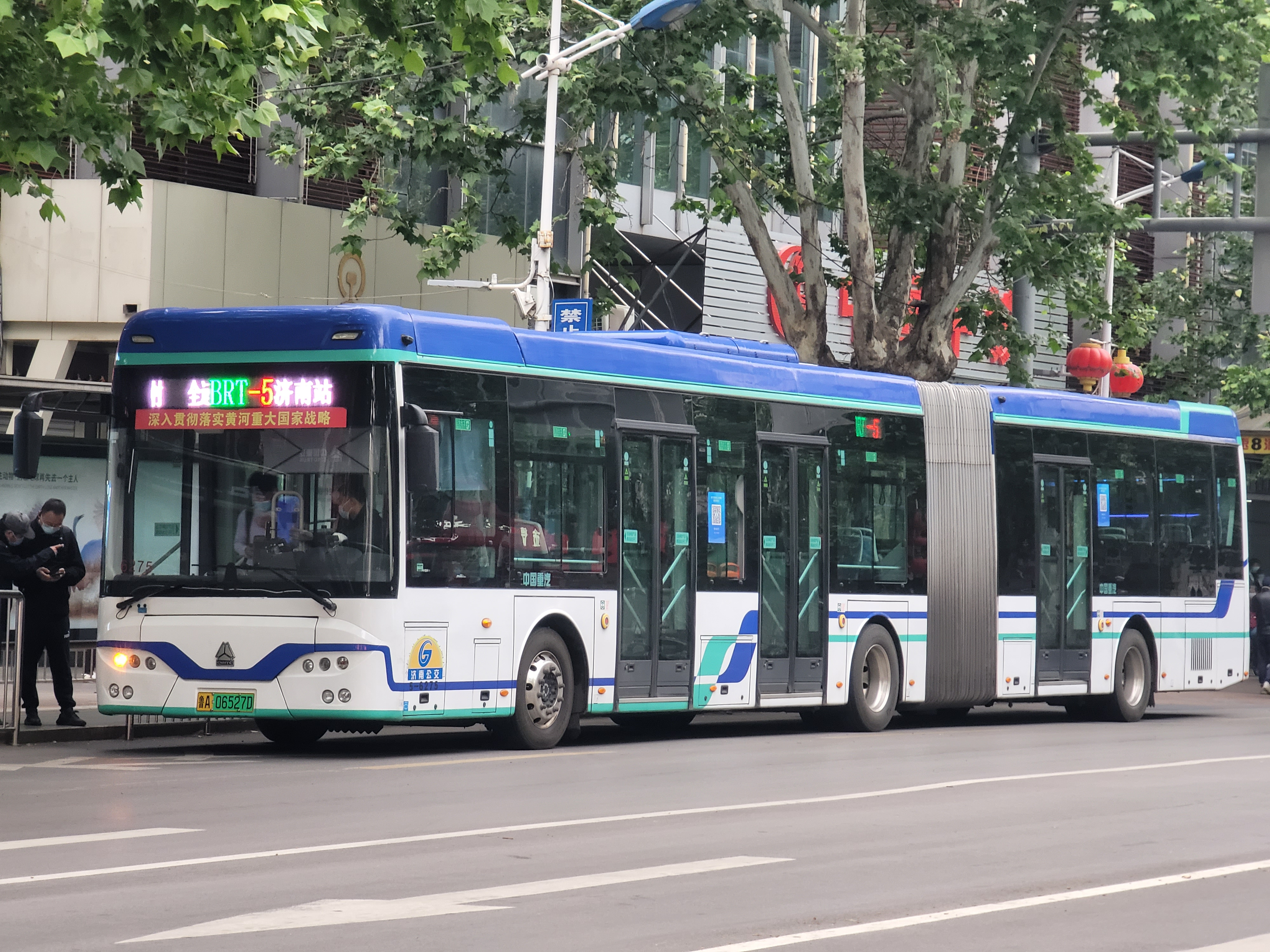
用于济南快速公交的豪沃牌ZZ6186GBEVQ2型铰接客车
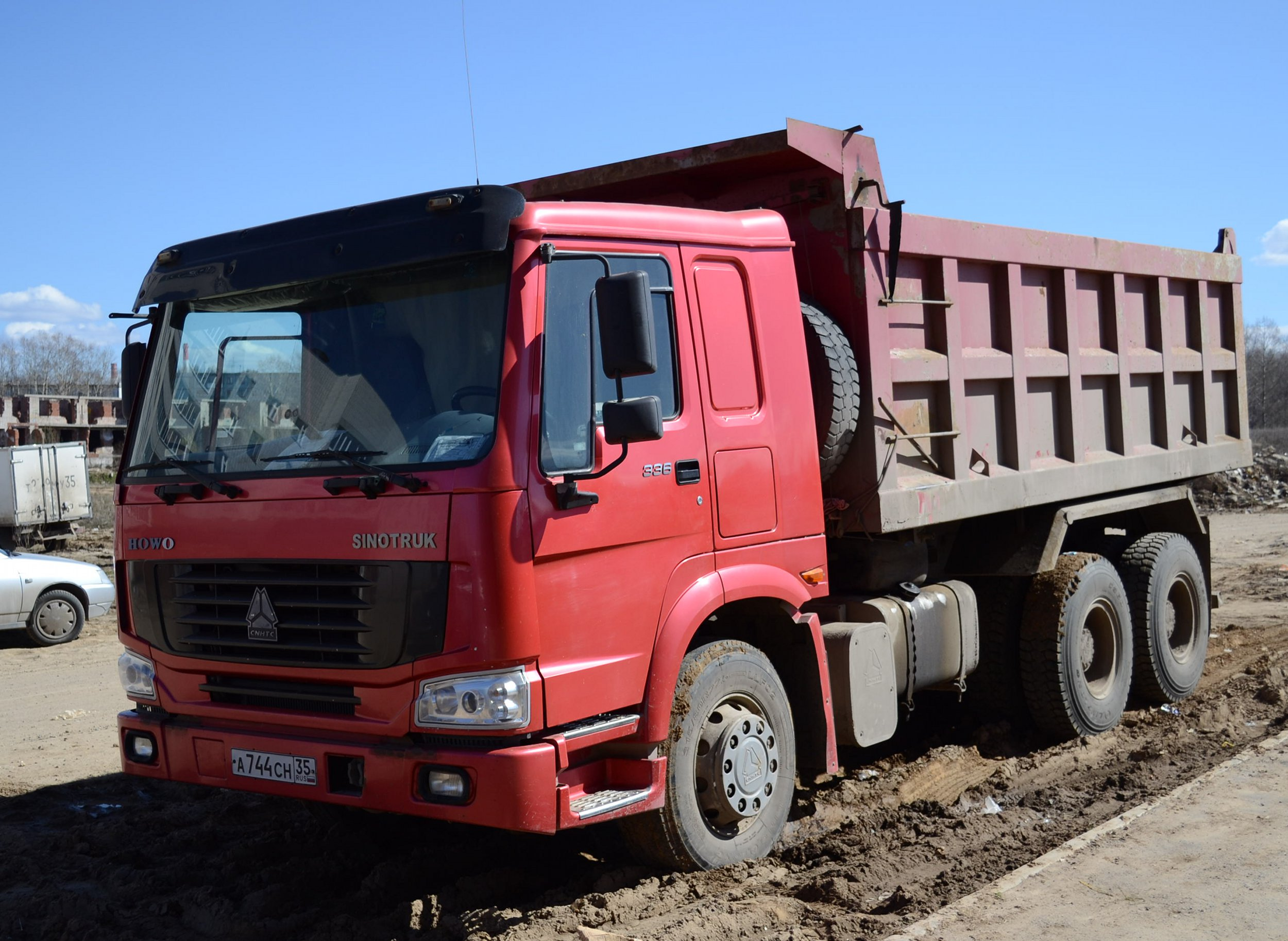
在俄罗斯使用的豪沃货车
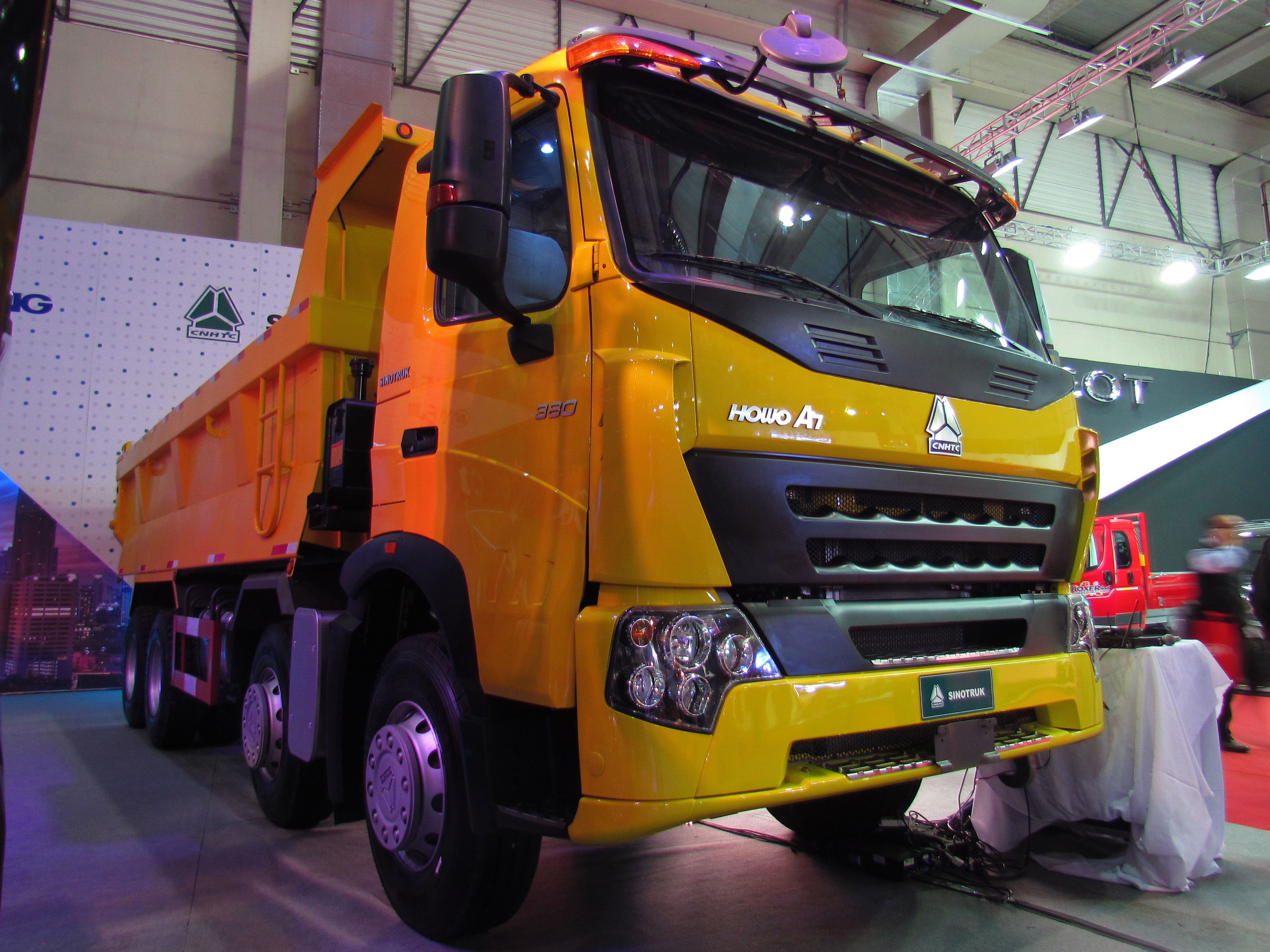
豪沃A7 380型货车
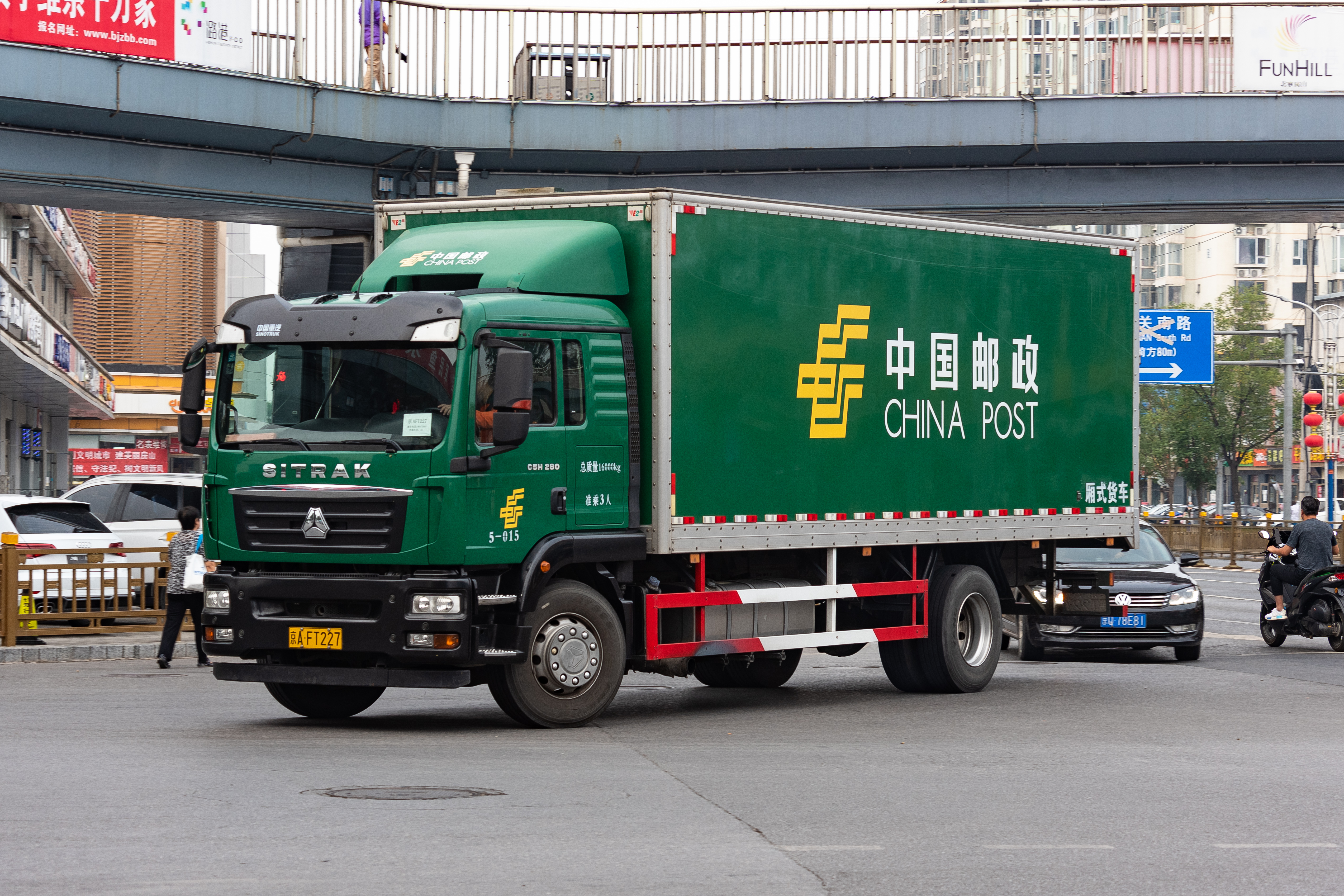
中国邮政使用的汕德卡C5H 280型货车
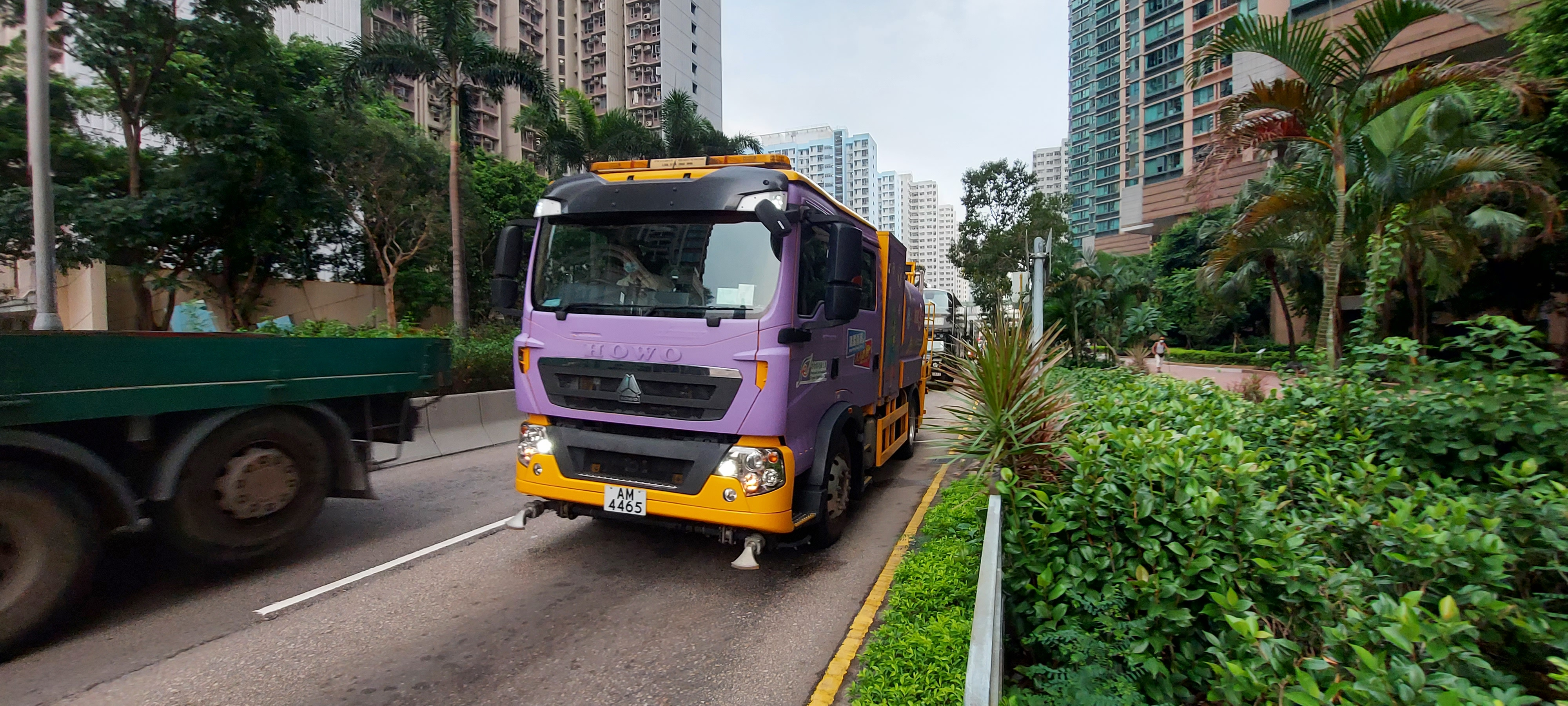
食環署的中國重汽洗街車